# Inostemma laminatum
Inostemma laminatum är en stekelart som beskrevs av Jean-Jacques Kieffer 1913. Inostemma laminatum ingår i släktet Inostemma och familjen gallmyggesteklar. Inga underarter finns listade i Catalogue of Life.